# Disturbios por el arroz de 1918

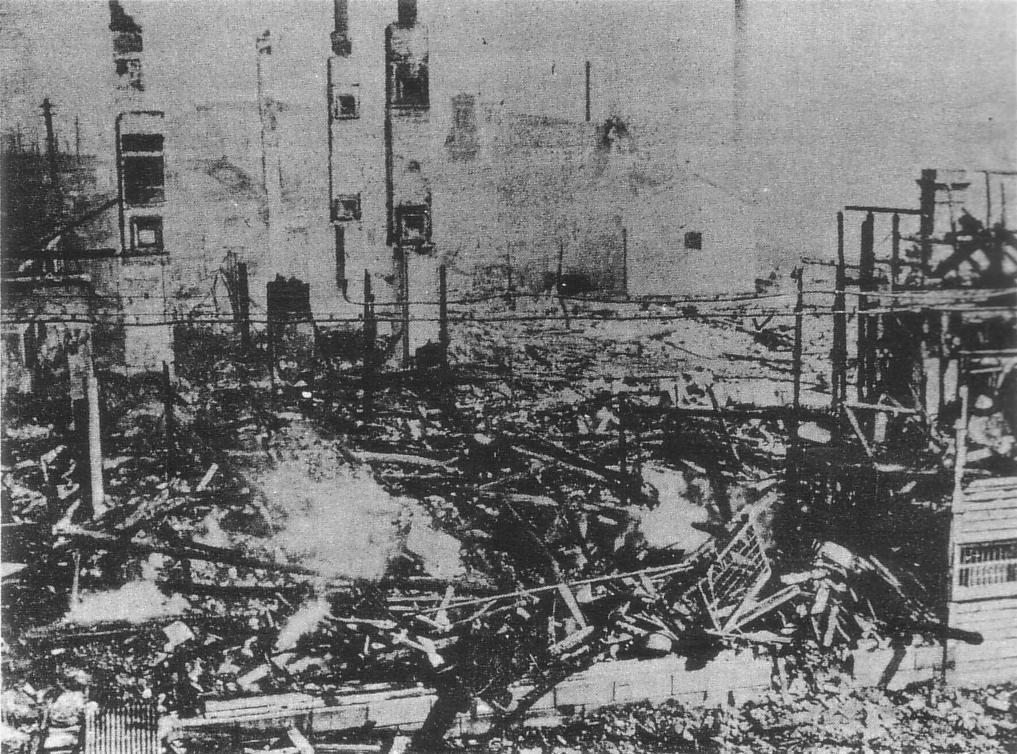
El Suzuki Shoten en Kobe, incendiado el 11 de agosto de 1918, durante los disturbios.

Los disturbios por el arroz de 1918 (1918年米騒動 1918-nen kome sōdō?) fueron una serie de disturbios populares que se desarrollaron en Japón desde julio hasta septiembre de 1918 y que causaron el colapso de la administración del primer ministro de Japón Terauchi Masatake. 

## Antecedentes
Un aumento abrupto en el precio del arroz causó una privación económica extrema, en especial en las áreas rurales donde el arroz era el alimento cotidiano. Los agricultores, al comparar los bajos precios que ellos recibían debido a la regulación del gobierno, contra los altos precios del mercado, desarrollaron una hostilidad extrema contra los comerciantes de arroz y contra los empleados gubernamentales que permitieron que el precio del arroz al consumidor se saliera de control. El precio del arroz había aumentado a causa de la llegada de una espiral inflacionaria luego de la finalización de la Primera Guerra Mundial, que afectó a la mayoría de los artículos de consumo y los alquileres, por lo que los residentes urbanos también tuvieron motivos para unirse a la protesta. Sin embargo, la intervención en Siberia inflamó más la situación, con la compra por parte del gobierno de una provisión de arroz para apoyar a las tropas en el extranjero, lo que contribuyó a aumentar aún más el precio del arroz. El gobierno falló en controlar este fenómeno económico y las protestas rurales se expandieron a los pueblos y ciudades.

## Los disturbios

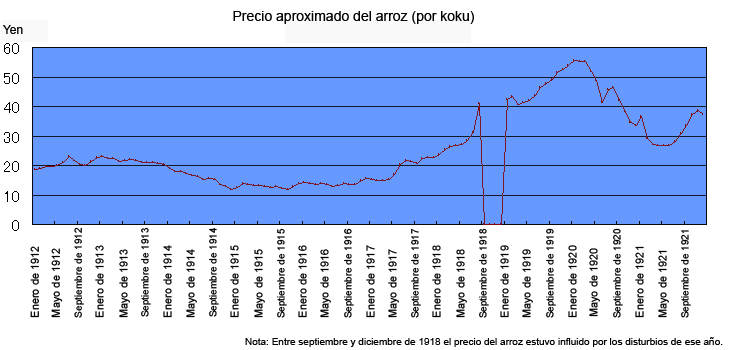
Precio del arroz en Japón entre 1912 y 1921. Tras los disturbios el precio del arroz cayó a cero.

La magnitud de los disturbios fue tal que no ha tenido punto de comparación en la historia moderna japonesa en términos de alcance, tamaño y violencia. La protesta inicial ocurrió en el pequeño pueblo pesquero de Uozu, prefectura de Toyama, el 23 de julio de 1918. Iniciado con motivos pacíficos, el disturbio se transformó en alborotos, huelgas, saqueos, colocación de bombas en estaciones de policía y oficinas gubernamentales y escaramuzas armadas. 
A mediados de septiembre de 1918, se habían producido 623 disturbios en 38 ciudades, 153 pueblos y 177 villas, con más de dos millones de participantes. Alrededor de 25 000 personas fueron arrestadas, de los cuales 8200 fueron condenados por varios crímenes, con penas que fueron desde multas menores hasta la pena de muerte.
Asumiendo su responsabilidad del colapso del orden público, el primer ministro Terauchi y su gabinete renunciaron el 29 de septiembre de 1918.
Para aliviar la demanda de arroz que excedía la capacidad de producción de Japón en ese momento, se intensificó la producción de arroz en las colonias de Taiwán y Corea.